# Cryptopygus loftyensis
Cryptopygus loftyensis är en urinsektsart som först beskrevs av Womersley 1934.  Cryptopygus loftyensis ingår i släktet Cryptopygus och familjen Isotomidae. Inga underarter finns listade i Catalogue of Life.